# Иж (река)
Иж (рус. Иж; удмуртски: Оӵ) је река у Русији у републикама Удмуртија и Татарстан, она је десна притока реке Каме.

## Карактеристике
Река се формира спајањем Великог и Малог Ижа. Њихови извори се налазе поред села Мали Ошворци на граници Игринске и Јакшур-Бођинске општине у Удмуртији. Дужина реке - 237 км (укључујући Велики Иж - 259 км). Површина слива износи 8510 км², заједно са Ижевским вештачким језером - 1640 км².

## Притоке
Иж има 62 притоке и ово су највеће од њих:
Десне
- Бобинка (40,5 км);
- Агризка (31,3 км);
- Постолка;
- Пироговка;
- Љук;
- Чур;
- Шаберђејка.

Леве
- Кирикмас (100 км);
- Стара Кенка;
- Позим;
- Вожојка.

## Насеља на реци
Највеће насеље и једини град на обалама реке је Ижевск, главни град Удмуртије. Релативно велика насеља су села Јаган и Селичка у Удмуртији и село Иж-Бајки у Татарстану. Друга насеља на реци имају мање од 100 становника.